# Rosa de foc (documental)
Rosa de foc és un documental sobre les protestes contra el Banc Mundial a Barcelona estrenat el 2002. Va ser rodat per la Unidad Documental Jorge Müller.

## Argument
El juny del 2001, a Barcelona es preveu una reunió del Banc Mundial. Així doncs, els col·lectius socials de la ciutat, entre els quals algunes seccions sindicals i organitzacions polítiques d'esquerres, s'uneixen per a organitzar una conferència paral·lela i ideològicament alternativa. Prèviament, es fan debats i comissions de treball sobre sanitat, ensenyament i cultura, medi ambient, transport i comunicacions, sensibilització i premsa. Durant la data de la cimera del Banc Mundial, es convoquen assemblees i manifestacions multitudinàries als carrers, amb la qual cosa la reunió abans esmentada es cancel·la forçosament per falta de garantia de seguretat. El seguiment de les protestes és alt, fins i tot més que el de la Confederació Europea de Sindicats amb la UGT i les CCOO, així que per a palesar el caràcter pacífic de l'esdeveniment s'enregistra aquest documental.

## Producció
Gravat en vídeo i complementat per imàtgens de baixa definició, alterna les manifestacions, que mostra amb un estil directe i popular com el de Patricio Guzmán, i breus entrevistes a Susan George, Carlos Taibo i Samir Amin. Va ser rodat per la Unidad Documental Jorge Müller, un grup de jóvens de diferents nacionalitats que es van conèixer en les dites circumstàncies i van difondre'l sota el nom de Jorge Müller, un cineasta xilè assassinat pel govern d'Augusto Pinochet. El títol del film prové del nom col·loquialment atorgat a Barcelona com a capital simbòlica de l'anarquisme després de la Setmana Tràgica al segle xx.

## Recepció
Segons la investigadora Laura Grifol-Isely, desprèn valor documental perquè fa constar la vivacitat del moviment antiglobalització a Barcelona abans de la crisi econòmica de 2008.